# Sư đoàn 312, Quân đội nhân dân Việt Nam
Sư đoàn 312, còn gọi là Sư đoàn Chiến Thắng, trực thuộc Quân đoàn 12, gồm các trung đoàn 141, 165, 209, 68. Là một trong những sư đoàn bộ đội chủ lực cơ động đầu tiên của Quân đội nhân dân Việt Nam.

## Lịch sử
Ðại đoàn 312, tiền thân của Sư đoàn bộ binh 312, Quân đoàn 12, được thành lập ngày 27/12/1950 tại Kim Lăng, Vĩnh Phúc.
Khi mở chiến dịch Trần Hưng Đạo, trung đoàn 141 và 209 đã cùng tập kết tham gia chiến dịch và phối hợp với bộ đội địa phương tỉnh Vĩnh Phúc chặn đánh Binh đoàn cơ động số 3 của Pháp càn vào vùng Việt Minh tập trung quân chủ lực. Riêng trong ngày 27 tháng 12 năm 1950, các đơn vị của F312 đã tiêu diệt và bắt sống gần như toàn bộ tiểu đoàn Bắc Phi số 24 của Binh đoàn cơ động số 3 tại Xuân Trạch (huyện Lập Thạch, tỉnh Vĩnh Phúc). Từ đó ngày 27 tháng 12 năm 1950 được lấy làm ngày thành lập sư đoàn 312.
Ngày 3/9/1951, Đại đoàn 312 nhận nhiệm vụ lên Tây Bắc mở chiến dịch mang tên "Lý Thường Kiệt". Trong chiến dịch này, Đại đoàn đã đánh 9 trận, tiêu diệt 430 tên địch, làm bị thương gần 400 tên, bắt 200 tên.
Các đơn vị của sư đoàn đã tiêu diệt cứ điểm Him Lam ngày 13 tháng 3 năm 1954 để mở màn và bắt sống bộ chỉ huy tập đoàn cứ điểm ngày 7 tháng 5 năm 1954 để kết thúc chiến dịch Điện Biên Phủ.
Tháng 2/1963, Sư đoàn nhận lệnh cử một tiểu đoàn gồm 600 cán bộ, chiến sĩ thuộc trung đoàn 141 vào chiến trường Trị-Thiên. 
Trong 6 năm (1963-1968), Sư đoàn đã liên tiếp đưa 4 trung đoàn, 9 tiểu đoàn độc lập cùng nhiều cán bộ, chiến sĩ vào chiến trường miền Nam chiến đấu. Nhiều đơn vị của Sư đoàn khi vào Nam đã tham gia những trận chiến đấu mở đầu cao trào diệt Mỹ, diệt ngụy ở miền Nam và làm nhiệm vụ quốc tế. Từ một Sư đoàn 312, các đơn vị vào chiến trường đã tổ chức thành một sư đoàn hoàn chỉnh ở miền Đông Nam bộ (Sư đoàn 7), làm nòng cốt xây dựng một sư đoàn và một trung đoàn ở Quân khu 5 (Sư đoàn 3 và trung đoàn Ba Gia).
Tháng 4/1969, với tinh thần "Giúp bạn là tự giúp mình", Sư đoàn 312 được giao nhiệm vụ tổ chức một bộ phận lực lượng tương đương một trung đoàn hỗn hợp gồm bộ binh, công binh, pháo binh, đặc công, phòng không sang chiến trường Lào làm nhiệm vụ quốc tế, phối hợp với các lực lượng vũ trang yêu nước Lào và bộ đội tình nguyện Việt Nam mở chiến dịch tiến công địch ở Mường Sủi.
Tiếp đó, Sư đoàn lại 180 ngày đêm (25/10/1969 - 25/4/1970) liên tục chiến đấu, vượt qua muôn vàn khó khăn, thử thách, sát cánh cùng các đơn vị bạn đập tan cuộc hành quân "Cù Kiệt" (Rửa Hận) của địch, thu hồi cao nguyên Cánh đồng Chum - Xiêng Khoảng.
Trong mùa khô 1971-1972, Sư đoàn 312 lại được giao nhiệm vụ phố hợp với các đơn vị bạn Lào mở chiến dịch tiến công khôi phục Cánh đồng Chum, mang mật danh là chiến dịch Z. Trong chiến dịch này, Sư đoàn đã đánh 2 trận lớn quy mô sư đoàn, có các đơn vị binh chủng phối hợp; 2 trận quy mô trung đoàn; 4 trận quy mô tiểu đoàn, tiêu diệt 8 tiểu đoàn địch, đánh thiệt hại nặng 5 tiểu đoàn khác, loại khỏi vòng chiến đấu 2.811 tên, bắt 109 tên, phá hủy 3 trận địa pháo, bắn rơi 54 máy bay, giải phóng hoàn toàn khu vực Cánh đồng Chum - Thẩm Lửng - Sảm Thông (chưa kể việc đánh tan các đơn vị quân Vàng Pao trong đợt phản kích ở nam Cánh đồng Chum tháng 2/1972).
Tháng 7/1972, Sư đoàn được lệnh lên đường tham gia cuộc chiến đấu bảo vệ vùng giải phóng Quảng Trị. Đến tháng 3/1973, Sư đoàn 312 đã chiến đấu liên tục 8 tháng trên chiến trường Quảng Trị.
Ngày 24/10/1973, Quân đoàn 1 được thành lập gồm 3 sư đoàn bộ binh, 1 sư đoàn phòng không, 1 lữ đoàn xe tăng, 1 lữ đoàn công binh, 1 lữ đoàn pháo binh, 1 trung đoàn thông tin, các đơn vị binh chủng, phục vụ và các cơ quan.
Trong đội hình Quân đoàn 1 tham gia chiến dịch Hồ Chí Minh lịch sử (1975), Sư đoàn 312 đã thực hiện thắng lợi cuộc hành quân thần tốc từ Thanh Hóa vào Đồng Xoài trong 14 ngày đêm, kịp thời tham gia trận quyết chiến chiến lược- Chiến dịch Hồ Chí Minh lịch sử.
Ngày 1/5/1975, cùng với các đơn vị thuộc cánh quân chủ lực tiến vào giải phóng Sài Gòn, Sư đoàn 312 được giao nhiệm vụ quân quản thành phố và tiếp quản các cơ sở quân sự của địch

### Tham gia các chiến dịch
- Chiến dịch Biên giới (16/09/1950-14/10/1950)
- Chiến dịch Trần Hưng Đạo (25/12/1950-17/01/1951)
- Chiến dịch Lý Thường Kiệt (29/09/1951-31/10/1951)
- Chiến dịch Hòa Bình (10/12/1951-31/12/1951)
- Chiến dịch Tây Bắc (14/10/1952-10/12/1952)
- Chiến dịch Thượng Lào (13/04/1953-14/05/1953)
- Chiến dịch Điện Biên Phủ (13/03/1954-07/05/1954)
- Chiến dịch 139 Lào (25/10/1969-25/04/1970)
- Chiến dịch Cánh đồng Chum Lào(18/12/1971-8/4/1972)
- Chiến dịch Quảng Trị (phòng ngự)
- Chiến dịch Hồ Chí Minh(26/04/1975-30/04/1975)

## Lãnh đạo hiện nay
- Sư đoàn trưởng: Đại tá Đỗ Trung Dũng
- Chính ủy: Thượng tá Phạm Quang Huy
- Phó Sư đoàn trưởng, Tham mưu trưởng: Đại tá Trần Văn Bích
- Phó Sư đoàn trưởng: Đại tá Phùng Minh Nam
- Phó Sư đoàn trưởng:Thượng tá Nguyễn Quốc Trung
- Phó Chính ủy: Đại tá Lê Huỳnh Quang

## Tổ chức
- Trung đoàn Bộ binh 141 (đoàn Ba Vì)
- Trung đoàn Bộ binh 165 (đoàn Thành Đồng Biên Giới), thành lập ngày 19-1-1946
- Trung đoàn Bộ binh 209 (đoàn Sông Lô), thành lập ngày 2-9-1947
- Trung đoàn Pháo binh 68
- Tiểu đoàn Phòng không 16
- Tiểu đoàn Công binh 17
- Tiểu đoàn Thông tin 18
- Tiểu đoàn Quân y 24
- Tiểu đoàn Vận tải 25
- Đại đội Hóa học 19
- Đại đội Trinh sát 20
- Đại đội Cảnh vệ 23
- Đại đội Sửa chữa 26
- Đại đội Kho 29

## Khen thưởng
- Huân chương Ít xa-la (Cộng hòa Dân chủ Nhân dân Lào)
- Đơn vị Anh hùng lực lượng vũ trang nhân dân (1976).
- Huân chương Hồ Chí Minh (1984).

## Chỉ huy và Lãnh đạo qua các thời kỳ[6]

### Đầu tiên
- 1950-1955, Lê Trọng Tấn, Sư đoàn trưởng
- Chính ủy: Trần Độ
- Tham mưu trưởng: Nguyễn Hải
- Sư đoàn phó: Đàm Quang Trung;

### Sư đoàn trưởng
- 1950-1955, Lê Trọng Tấn
- 1955 - 1964: Hoàng Cầm
- 1964 - 1967: Nguyễn Thăng Bình (Hy sinh 1970)
- 1966 – 1967: Lê Thanh
- 1967-1972, Nguyễn Năng, sau Trung tướng
- 1971 – 1974: Lã Thái Hòa
- 1974 – 1978: Nguyễn Chuông, Thiếu tướng
- 1978 – 1979: Nguyễn Văn Kiệm, Trung tướng
- 1979 - 1980: Trần Minh Vân
- 1980 - 1981: Dương Quang Bách
- 1982 – 1988: Trần Minh Vân
- 8/1988 - 2/1989: Phùng Quang Thanh
- 3/1989 - 8/1991: Nguyễn Trọng Thắng, sau là Trung tướng, Cục trưởng Cục Nhà trường- BTTM.
- 8/1991 - 8/1993: Phùng Quang Thanh, sau là Đại tướng, Bộ trưởng Bộ Quốc phòng.
- 8/1993-1996: Nguyễn Khắc Nghiên, Sau là Thượng tướng, Thứ trưởng Bộ Quốc phòng kiêm Tổng Tham mưu trưởng.
- 2000-2003: Tô Đình Phùng, Sau là Trung tướng, Phó Giám đốc Học viện Quốc phòng
- 2003-2008: Phan Văn Giang, nay là Đại tướng, Bộ trưởng Bộ Quốc phòng.
- 2008-5/2010: Nguyễn Tân Cương, nay là Đại tướng, Thứ trưởng Bộ Quốc phòng kiêm Tổng Tham mưu trưởng.
- 6/2010-06/2012: Nguyễn Văn Triệu
- 07/2012- 3/2013: Đỗ Viết Toản, sau là Trung tướng, Hiệu trưởng trường Đại học Trần Quốc Tuấn.Đã nghỉ hưu
- 3/2013-6/2016: Đỗ Minh Xương, nay là Trung tướng, Giám đốc Học việc Lục quân Đà lạt
- 6/2016-12/2021: Nguyễn Trung Hiếu, nay là Đại tá, Hiệu trưởng Sĩ quan lục quân 1.
- 12/2021-nay: Đại tá Đỗ Trung Dũng

### Chính ủy (sư đoàn phó chính trị)
- 1950 – 1955: Trần Độ, Trung tướng
- 1955 – 1960: Nguyễn Anh Bảo
- 1961 - 1963: Lê Chiêu, Thiếu tướng
- 1964 – 1967: Vũ Đức Thái, Thiếu tướng
- 1967 - 1968: Hoàng Phương, Trung tướng
- 1968 – 1971: Lê Chiêu
- 1971 – 1974: Phạm Sinh, Trung tướng
- 1974 – 1976: Nguyễn Văn Xuyên
- 1976 – 1979: Đỗ Trường Quân
- 1980: Trần Văn Trấn
- 1981 – 1984: Lê Viết Viên
- 1985 - 8-1988: Nguyễn Đức Sơn, sau là Trung tướng Cục trưởng Cục Chính trị BTTM(2000-2008)
- 8-1988 - 8-1991: Ngô Luân
- 8.1991- 1996: Lê Xuân Thu BTTM(2000-2008).
- 2003- 2009: Hồ Trọng Đào, sau là Thiếu tướng, Phó Chính ủy, Tổng Cục Kỹ thuật (2017-2019).
- 2009- 6/2011: Lương Đình Hồng, sau là Thượng tướng Chính ủy Học viện Quốc phòng (Việt Nam)
- 7/2011- 8/2013: Nguyễn Văn Hùng, nay là Trung tướng, Phó Chủ nhiệm, Ủy ban kiểm tra Quân ủy trung ương.
- 9/2013- 10/2014: Bùi Quốc Oai, nay là Trung tướng Chính ủy, Cảnh sát biển Việt Nam (2020-nay)
- 11/2014-9/2016: Phạm Quốc Hóa, nay là Thiếu tướng, Phó chính ủy Bộ tư lệnh 86 (2022-nay).
- 9/2016-9/2018: Trần Văn Thưởng, nay là Thiếu tướng, Chính ủy, Học viện Kỹ thuật Quân sự (2022-nay).
- 9/2018-02/2020: Phạm Quang Hải, nay là Đại tá, Chính ủy Sư đoàn 390, Quân đoàn 12.
- 02/2020-2021: Ngô Công Trực, nay là Đại tá, Phó chủ nhiệm Chính trị, Cục Chính trị, Quân đoàn 12.
- 2021- 7/2024, Nguyễn Văn Tấn, nay là Đại tá, Phó chủ nhiệm Chính trị, Cục Chính trị, Quân đoàn 12.
- 7/2024- nay: Thượng tá Phạm Quang Huy